# 孤山子镇 (柳河县)
孤山子镇，是中华人民共和国吉林省通化市柳河县下辖的一个乡镇级行政单位。

## 行政区划
孤山子镇下辖以下地区：
振兴社区、中华社区、东街村、西街村、南街村、孤山子朝鲜族村、新安村、二道梁子村、大桥村、东安村、高台村、转角楼村、南围子村、唐太岭村、隆兴村、德胜村、大甸子村、闹枝沟村、大肚子村、全胜村、龙岗村、杨家店村、黄泥河子村、杨大院村、二人班村、胜喜村、东岗村和八里哨村。